# Евангелие апракос 1393 г.
Евангелие апракос 1393 г. – пергаменная рукопись, памятник древнерусского книжного искусства.

## История
Роскошно декорированное рукописное Евангелие создано по благословению митрополита Киприана и по повелению князя Владимира Андреевича в 1393 г. Эти сведения указаны на последнем листе книги в записи писца – дьякона Спиридония, известного как писец знаменитой Киевской Псалтири 1397 г. Искусно владевший искусством торжественного уставного письма дьякон Спиридоний сделал блестящую духовную карьеру, выполнял ответственные дипломатические поручения митрополита Киприана. Не исключено, что роскошные рукописные книги создавались для политических актов дарения в ходе дипломатических миссий.

## Описание
Евангелие 1393 г. написано на пергамене крупным каллиграфическим уставом. Украшением книги служат заставки и инициалы, выполненные красками в тератологическим стиле. В XIV в. этот стиль достигает своей вершины, что блестяще демонстрирует памятник.
Евангелие апракос – служебное, содержит церковные чтения на каждый день года и Месяцеслов. В начале XIX в. книга принадлежала К. Ф. Калайдовичу, с 1812 г. ее владельцем был горный инженер П. К. Фролов, определивший в 1813 г. этот ценный памятник на временное хранение в Императорскую Публичную библиотеку, а в 1817 г. книга была приобретена Библиотекой (ныне Российская национальная).
Ценность памятника подчеркивают имена исторических деятелей, упомянутых в писцовой записи:  Митрополит Киевский и всея Руси Киприан, князь Серпуховский и Боровский Владимир Андреевич Храбрый.